# Brittiska viner
Brittiska viner är viner framställda i främst England. Produktionen är fortfarande liten, men har ökat under senare decennier. Export förekommer knappast, eftersom den inhemska efterfrågan är hög i förhållande till produktionsnivåerna. Särskilt i södra England är klimatet tillräckligt gynnsamt för att det skall gå att odla vissa sorter av vinrankor utan alltför stora problem. Golfströmmen gör att sydvästra England, exempelvis Cornwall har milda vintrar, vilket underlättar vinodling. Den vintyp som brukar anses mest lyckad är mousserande vin. Man kan notera att det i England finns gott om kalkrika jordar, vilket är samma jordmån som i Champagne.

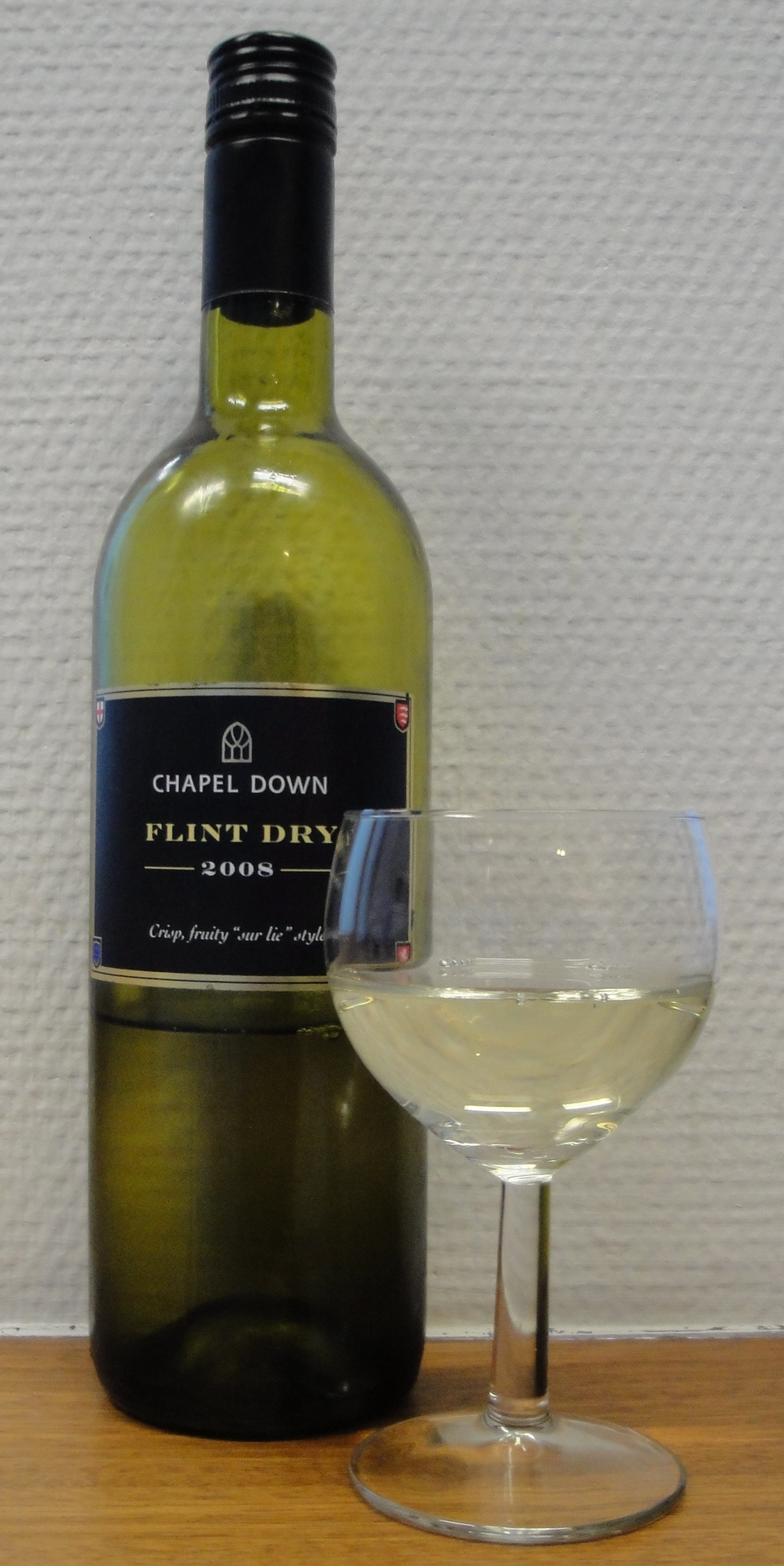
Ett engelskt vin, producerat i Kent.